# 부산대학교 무지개문 및 구 수위실
부산대학교 무지개문 및 구 수위실은 부산광역시 금정구 장전동 부산대학교에 있는 건축물이다. 2014년 10월 30일 대한민국의 국가등록문화재 제642호로 지정되었다.

## 개요
아치 형태를 갖고 있는 무지개문(虹門)은 원만(圓滿)과 자비(慈悲)를 상징하는 사랑의 정신을 표현하고 있고, 해와 달이 상승하듯 인류와 나라의 새문화 창조의 인재가 되라는 염원을 담고 있으며, 구 수위실은 지면에서 떠있는 구조로 전면에 큰 유리창 구성을 하고 있는 등 근대 모더니즘 양식의 건축물로 한국 현대건축사에서 매우 중요한 의미를 갖고 있는 김중업의 작품으로 가치가 있다.

## 같이 보기
- 김중업
- 부산대학교 구 본관

## 참고 자료
- 부산대학교 무지개문 및 구 수위실 - 국가유산청 국가유산포털